# Akera
Akeroidea, Akeridae
Super-famille
Famille
Genre
Akera est un genre de mollusques gastéropodes opisthobranches de l'ordre des Aplysiida (« lièvres de mer »). C'est l'unique représentant de la famille des Akeridae et de la super-famille des Akeroidea. 

## Liste des espèces
Selon World Register of Marine Species (17 octobre 2020) :
- Akera bayeri Ev. Marcus & Er. Marcus, 1967
- Akera bullata O. F. Müller, 1776
- Akera julieae Valdés & Barwick, 2005
- Akera silbo Ortea & Moro, 2009
- Akera soluta (Gmelin, 1791)
- Akera spirata Staadt, 1913 †

## Publication originale
- (la) Müller, 1776 : « Zoologiae Danicae prodromus: seu Animalium Daniae et Norvegiae indigenarum… » (lire en ligne).